# Irish League 1911-1912
L'Irish League 1911-1912 è stata la 22ª edizione della prima divisione del campionato nordirlandese di calcio.
Il campionato era formato da otto squadre e il Glentoran vinse il titolo.

## Classifica finale
| Pos. | Squadra        | G  | V  | N | P  | GF | GS | Punti |
| ---- | -------------- | -- | -- | - | -- | -- | -- | ----- |
| 1    | Glentoran      | 14 | 11 | 2 | 1  | 45 | 13 | 24    |
| 2    | Distillery     | 14 | 9  | 3 | 2  | 32 | 14 | 21    |
| 3    | Belfast Celtic | 14 | 7  | 6 | 1  | 21 | 11 | 20    |
| 4    | Linfield       | 14 | 6  | 4 | 4  | 25 | 16 | 16    |
| 5    | Derry Celtic   | 14 | 5  | 1 | 8  | 16 | 29 | 11    |
| 6    | Shelbourne     | 14 | 2  | 3 | 9  | 12 | 33 | 7     |
| 6    | Cliftonville   | 14 | 3  | 1 | 10 | 14 | 36 | 7     |
| 8    | Glenavon       | 14 | 2  | 2 | 10 | 17 | 30 | 6     |

G = Partite giocate; V = Vittorie; N = Nulle/Pareggi; P = Perse; GF = Goal fatti; GS = Goal subiti; 